# Indio (Teksas)
Indio – jednostka osadnicza w Stanach Zjednoczonych, w stanie Teksas, w hrabstwie Starr.